# Hajtovka
Hajtovka (bis 1927 slowakisch „Hajtuvky“; ungarisch Hajtóka – bis 1907 Hajtuvka) ist eine Gemeinde im Nordosten der Slowakei mit 75 Einwohnern (Stand 31. Dezember 2024), die zum Okres Stará Ľubovňa, einem Teil des Prešovský kraj, gehört.

## Geographie
Die Gemeinde befindet sich am südlichen Hang des mittleren Teils des Berglands Ľubovnianska vrchovina am linken Ufer des Poprad. Das Ortszentrum liegt auf einer Höhe von 525 m n.m. und ist 13 Straßenkilometer von Stará Ľubovňa entfernt.
Nachbargemeinden sind Matysová im Norden, Údol im Osten, Plavnica im Süden und Chmeľnica im Westen.

## Geschichte
Hajtovka wurde im 14. Jahrhundert nach deutschem Recht gegründet und zum ersten Mal 1427 als Ayathuagasa schriftlich erwähnt. Im selben Jahr war eine Steuer in Höhe von sechs Porta fällig. Zusammen mit den umliegenden Orten gehörte Hajtovka zum Herrschaftsgebiet der Burg Plaveč. Wegen unbekannten Umständen wurde das Dorf gegen Ende des 15. Jahrhunderts entvölkert und erst nach ungefähr 100 Jahren neu besiedelt. 1787 hatte die Ortschaft 27 Häuser und 196 Einwohner, 1828 zählte man 35 Häuser und 291 Einwohner, die als Fischer und Landwirte beschäftigt waren.
Bis 1918 gehörte der im Komitat Sáros liegende Ort zum Königreich Ungarn und kam danach zur Tschechoslowakei beziehungsweise heute Slowakei.

## Bevölkerung
| Jahr                | 1994 | 2004     | 2014     | 2024    |
| ------------------- | ---- | -------- | -------- | ------- |
| Anzahl der Personen | 109  | 91       | 76       | 75      |
| Unterschied         |      | −16,51 % | −16,48 % | −1,31 % |

| Jahr                | 2023 | 2024    |
| ------------------- | ---- | ------- |
| Anzahl der Personen | 69   | 75      |
| Unterschied         |      | +8,69 % |

Gemäß der Volkszählung 2011 wohnten in Hajtovka 79 Einwohner, davon 57 Slowaken, 13 Russinen sowie jeweils ein Mährer und Tscheche. Sieben Einwohner machten keine Angabe zur Ethnie.
50 Einwohner bekannten sich zur griechisch-katholischen Kirche, 16 Einwohner zur römisch-katholischen Kirche und ein Einwohner zu einer anderen Konfession. Bei 12 Einwohnern wurde die Konfession nicht ermittelt.